# Kapitular von Quierzy
Als Kapitular von Quierzy werden mehrere königliche Erlasse bezeichnet, die in der Königspfalz Quierzy in Kraft gesetzt wurden. Die bekanntesten stammen von Karl dem Kahlen, eines vom 14. Februar 857, das sich mit der Bekämpfung von Räuberbanden befasst, und ein weiteres vom 14. Juni 877, das die Verwaltung des Reiches während der Abwesenheit des Kaisers auf seinem zweiten Italien-Feldzug regelt. Dieses letzte Kapitular ist im Allgemeinen gemeint, wenn vom Kapitular von Quierzy die Rede ist.

## Situation
Nachdem er am 25. Dezember 875 zum Kaiser gekrönt und am 28. August 876 sein Bruder Ludwig der Deutsche gestorben war, befand sich Karl der Kahle auf dem Höhepunkt seiner Macht. Doch dann wurde er am 8. Oktober 876 beim Versuch, die Grenze seines Machtbereichs bis an den Rhein auszudehnen, in der Schlacht bei Andernach geschlagen. Im Frühjahr 877 konnte er die ständigen Angriffe der Wikinger nur dadurch in den Griff bekommen, dass er ihnen eine hohe Tributzahlung zusagte, die er nur durch eine Umlage im Westfrankenreich aufbringen konnte.
In dieser Lage entschloss er sich, den Bitten um Hilfe gegen sarazenische Angriffe, die Papst Johannes VIII. (872–882) an ihn richtete, nachzukommen, traf dabei aber auf deutlichen Unwillen bei seinen Gefolgsleuten. Zur Vorbereitung dieses Italienfeldzugs hielt Karl es daher für angebracht, eine Reichsversammlung in Quierzy abzuhalten, um die Verwaltung seines Königreichs während seiner Abwesenheit durch ein Kapitular so zu organisieren, dass der Adel seinem Vorhaben auch Folge leistete.

## Die wichtigsten Punkte
Das Kapitular vom 14. Juni 877, das Karl der Kahle in Quierzy promulgierte, enthielt vor allem Anweisungen an seinen Sohn Ludwig den Stammler, dem das Königreich in dieser Zeit anvertraut war. Nicht nur Karl, sondern auch der Adel misstraute Ludwig, und so musste sichergestellt werden, dass der Sohn während des Feldzugs keine Entscheidungen traf, die Karl sich selbst vorbehalten wollte. Ludwig wurden Vorschriften wie einem Unmündigen gemacht, er bekam Regenten an die Seite gestellt – und ihm wurde deutlich gemacht, dass er nicht der automatische Nachfolger sei, da Karl noch andere Möglichkeiten habe bzw. erwarte, sein Erbe zu regeln (Ludwigs Söhne waren fast erwachsen und die Königin war schwanger).
Einige Abschnitte des Kapitulars gehen konkret auf die innerfamiliäre Situation ein, offensichtlich um Ludwigs Verhalten auch hier zu reglementieren. So wurde ihm genau gesagt, welche Königspfalzen er besuchen und wo er welches Wild jagen dürfe; weitere Bestimmungen dienten dazu, Ludwigs Stiefmutter Richildis und seine Schwestern abzusichern.
Die im Nachhinein wichtigsten Abschnitte gehen aber auf die Erwartungen des Adels (und deren Schutz vor einem Regenten Ludwig) ein und eröffnen denjenigen, die vom Italienfeldzug nicht lebend zurückkehren würden, die Aussicht, dass ihre Lehen, Ämter und Benefizien an ihre Söhne weitergegeben würden (allerdings nicht automatisch, sondern durch eine erneute königliche Belehnung). Ausdrücklich wird dabei festgehalten, dass die Untervasallen, also die Vasallen seiner Grafen, in die Regelung mit einbezogen seien. Dieser Teil des Kapitulars ist von grundsätzlicher Bedeutung für die europäische Verfassungsgeschichte, da er oft als wesentlicher Baustein des Feudalismus angesehen wird: Tatsächlich ist das Kapitular von Quierzy ein Dokument zur wachsenden königlichen Akzeptanz der Erblichkeit von Lehen.